# Deyoneo (hijo de Eolo)
En la mitología griega Deyón o Deíon (en griego Δηίων, Deíon) y también Deyoneo (Δηιονεύς), era uno de los siete hijos de Eolo y Enárete. Según la Biblioteca mitológica Deyón, que reinaba en Fócide, se casó con Diomede, hija de Juto, y tuvo una hija, Asterodía, e hijos, Éneto, Áctor, Fílaco y Céfalo, quien desposó a Procris, hija de Erecteo. Parece como si el Deyón (o Deyoneo) Eólida de Fócide y un Deyoneo de Atenas posiblemente diferente fueran equiparados en una época temprana como el padre de Céfalo de Tórico. Otra hija que no suele ser incluida entre la prole de Deyoneo, pero que ya está atestiguada en la poesía épica, fue Filonis o Filónide. Otros refieren que Niso, rey de Megara, como hijo de Deyón. Después de la muerte de su hermano Salmoneo, Deyón recogió a la hija de éste, Tiro, y la condujo a su casa, hasta que finalmente Tiro fue elegida para desposarse con Creteo, otro hermano de Deyón. La descendencia de Deyón fue bendecida con dobles alumbramientos, como sucedió en el caso de sus dos hijas.